# Бйорн Паульсен
Бйорн Іверсен Паульсен (дан. Bjørn Iversen Paulsen, нар. 2 червня 1991, Августенборг, Данія) — данський футболіст, центральний захисник клубу «Оденсе».

## Ігрова кар'єра
На молодіжному півні Бйорн Паульсен виступав за команду «Сеннер'юск». Саме тут він дебютував на дорослому рівні. Сталося це 25 квітня 2010 року у матчі проти «Норшелланна». Надалі футболіст провів у команді шість сезонів, зігравши понад 150 матів в усіх турнірах. Влітку 2015 року Паульсен перейшов до клубу «Есб'єрг», з яким підписав контракт на два роки.
У січні 2017 року захисник підписав трирічний контракт зі шведським клубом «Гаммарбю». За результатами того сезону Паульсена було визнано кращим гравцем команди. У січні 2019 року футболіст перейшов до німецького клубу «Інгольштадт 04», з яким виступав у другому та третьому дивізіонах Німеччини. А влітку 2021 року Паульсен повернувся до «Гаммарбю», з яким наступного року виграв Кубок Швеції.
Влітку 2022 року футболіст повернувся до Данії, де приєднався до клубу Суперліги «Оденсе», з яким уклав угоду до літа 2025 року.

### Збірна
У 2010 році Бйорн Паульсен провів дві гри у складі юнацької збірної Данії.

## Досягнення
Гаммарбю
 Переможець Кубка Швеції: 2021/22